# Panevėžys

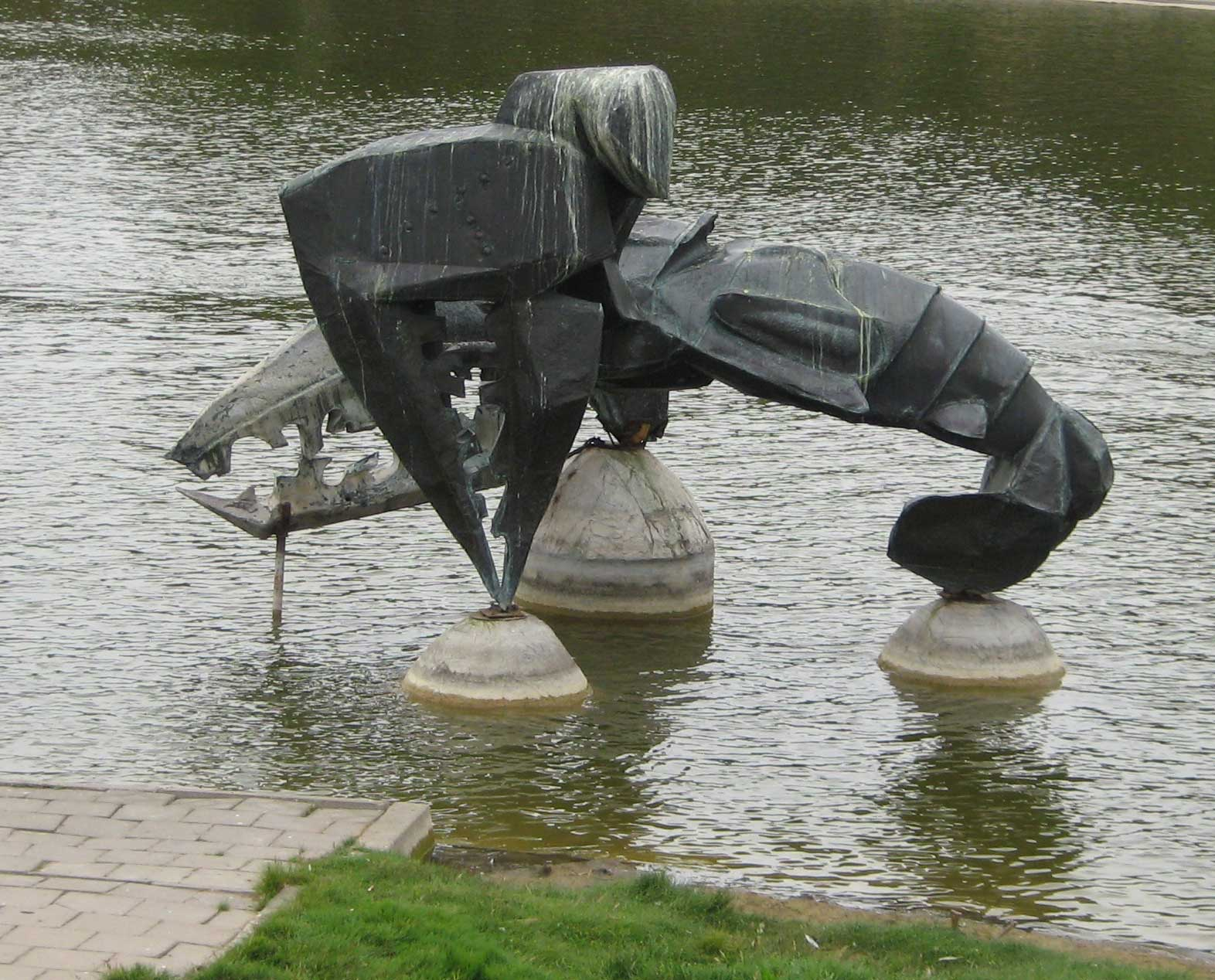
Símbolo de Panevėžys

Panevėžys é a quinta maior cidade da Lituânia. Ocupa uma área de 50 km² , com 113.653 habitantes em 2008.

## Geografia
Panevėžys está situada no centro da Lituânia, a meio caminho entre duas capitais bálticas - Vilna e Riga. A boa localização geográfica com boa infraestrutura rodoviária, como a rodovia internacional E67, a Via Báltica, proporcionam boas oportunidades para negócios. A cidade está conectada por ferrovias com Šiauliai (Lituânia) e Daugavpils (Letônia), assim como com Rubikiai/Anykščiai e Biržai por caminhos de ferro de bitola estreita. Este trecho é preservado como um monumento histórico e serve como atração turística.

## O Município da Cidade de Panevėžys
Panevėžys está no centro da Aukštaitija, uma das cinco regiões etnográficas da Lituânia e é, inclusive, chamada de “capital” da região. A cidade em si é um município (Município da Cidade de Panevėžys) e é também a capital do Município do Distrito de Panevėžys e do Condado de Panevėžys. O brasão com o portão vermelho foi adotado e formalmente aprovado em 1993.

## Cidades irmãs

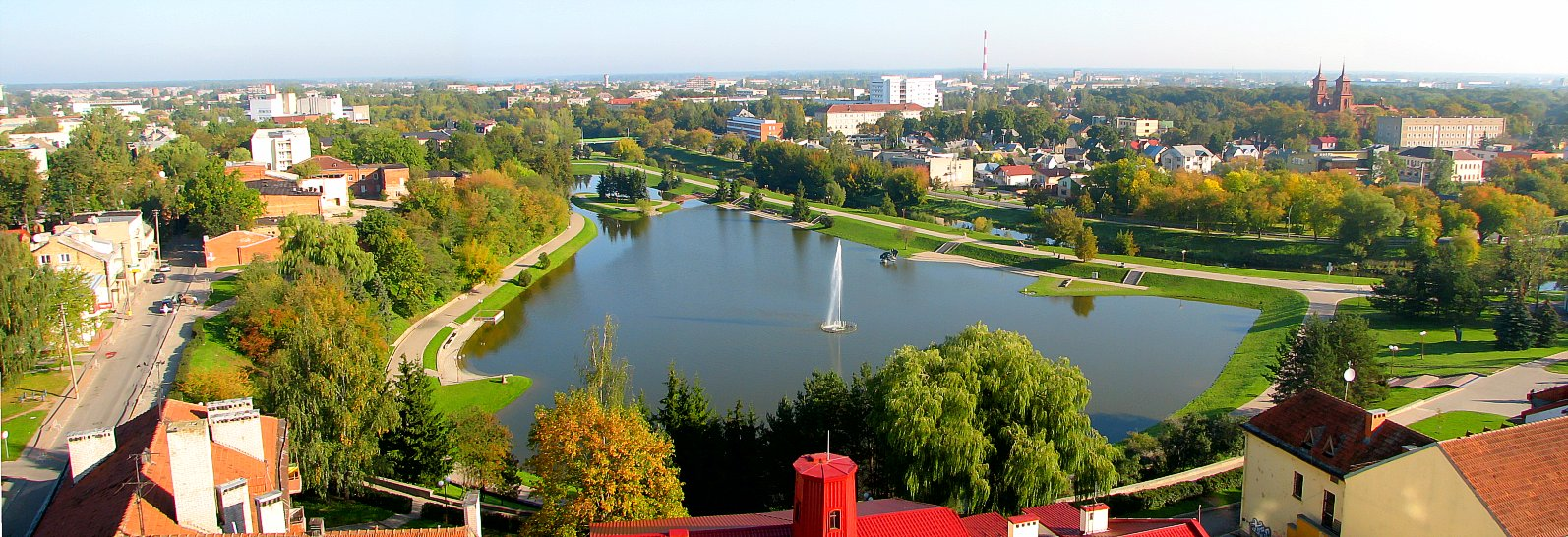
Às margens do rio Nevėžis, um dos locais mais bonitos da cidade de Panevėžys

- Kolding, Dinamarca
- Mytishchi, Rússia
- Kalmar, Suécia
- Kingston, Jamaica

## Notes
1. ↑  «Welcome to Panevėžys!». City of Panevėžys. Consultado em 17 de outubro de 2009
2. ↑  «Panevėžio miesto savivaldybė». Lithuanian Department of Statistics. Consultado em 17 de outubro de 2009